# Charles-Edmond Lenglet
Charles-Edmond Lenglet, né à Amiens le 20 décembre 1917 et mort à Fréchencourt le 2 janvier 2005, est un responsable agricole et un homme politique français, sénateur de la Somme de 1977 à 1995.

## Biographie
Charles-Edmond Lenglet était un proche de Max Lejeune. Il siégeait au groupe de la Gauche démocratique au Sénat.

### Responsable agricole
Charles-Edmond Lenglet est devenu parlementaire après une longue carrière au service du syndicalisme agricole picard. Né à Amiens, pendant la Grande Guerre, au foyer d'un industriel du graphite mobilisé, il est scolarisé dans des établissements d'enseignement catholique de la ville, l'école Sainte-Clotilde puis l'Institution de la Providence.
Après trois ans à l'Institut Supérieur agricole de Beauvais, il sort major de sa promotion en 1937. Dès cette époque, il rejoint le militantisme agricole. Attiré par les idées des « Chemises vertes » d'Henri Dorgères, il adhère aux Jeunesses Paysannes de France et soutient activement François de Clermont-Tonnerre, candidat élu du Parti agraire et paysan français aux élections législatives de 1936 dans la Somme.
À la fin de ses études, en septembre 1937, il est incorporé par avancement d'appel et ne quitte l'uniforme militaire que trois ans après, une fois la défaite de juin 1940 intervenue. En 1941, Lenglet s'installe comme propriétaire exploitant agricole dans la commune de Fréchencourt. Il s'engage dans la Corporation agricole. En 1942, il est secrétaire général de l'Union régionale corporative agricole de la Somme. Il devient aussi syndic départemental des Jeunes paysans. Ses engagements lui valent d'être assigné quelque temps à résidence dans sa commune à la Libération.
Puis Charles-Edmond Lenglet reprend une activité dans le syndicalisme agricole picard et accède à de hautes responsabilités. D'abord président du syndicat agricole de Fréchencourt, il devient, au milieu des années 1950, président du syndicat agricole du canton de Villers-Bocage, puis, en 1961, secrétaire général de la Fédération départementale des Syndicats d'Exploitants agricoles (FDSEA).
Entré en 1964 à la Chambre d'Agriculture de la Somme, il en devient président l'année suivante, à la suite d'Augustin de Villeneuve-Bargemon, et exerce cette fonction jusqu'en 1978.
En 1967, il est élu président de la Chambre d'Agriculture de Picardie, poste qu'il occupe jusqu'en 1979 et au titre duquel il entre dans la Commission de Développement Économique Régional (CODER), dont il assure la vice- présidence. En 1971 et 1972, il est président du Comité national de liaison des Chambres d'Agriculture, de Commerce, d'Industries et des Métiers. À ces engagements spécifiquement agricoles, Charles-Edmond Lenglet a ajouté de nombreuses autres responsabilités locales. À la fin des années 1960, il a fondé le Service d'Information et de Promotion Économique de la Somme (SIPEC). Il est trésorier adjoint de l'Office de Tourisme de la Somme, vice-président du Comité du bassin Artois-Picardie, administrateur de l'Agence de l'Eau, membre du Comité national de l'Eau et du Conseil supérieur de la Pêche et vice-président de la Société d'Horticulture de Picardie. Il participe encore aux travaux du Syndicat Mixte de la Côte picarde et de la Commission régionale de l'Environnement.

### Sénateur
C'est donc tardivement que Charles-Edmond Lenglet entre dans l'action politique. Depuis 1953, il est adjoint au maire de Fréchencourt. En mars 1977, âgé de soixante ans, il en devient le maire. Quelques semaines après, à la demande de très nombreux maires, il est candidat aux élections sénatoriales dans la Somme, en deuxième position sur la Liste d'Union démocratique et sociale pour la défense des communes picardes, dirigée par le député-maire d'Abbeville et président du Conseil général de la Somme, Max Lejeune. Aucun des sénateurs sortants ne se représentant, ce scrutin est décisif pour le renouvellement de la représentation de la Somme au Sénat.
Avec Max Lejeune, Charles-Edmond Lenglet est largement élu dès le premier tour, en obtenant 834 des 1 655 votes. Le succès de la liste est complet puisqu'au second tour elle emporte aussi le troisième siège qui revient à Jacques Mossion. Au renouvellement sénatorial de septembre 1986, les trois sénateurs sortants de la Somme font à nouveau liste commune et sont facilement réélus dès le premier tour. Charles-Edmond Lenglet recueille alors 940 des 1 696 voix.
Proche de Max Lejeune, il se rattache administrativement au groupe sénatorial de la Gauche démocratique qui devient, en 1989, le groupe du Rassemblement Démocratique Européen. Il en devient pleinement membre en 1990. De 1977 à 1995, il appartient à la commission des Affaires économiques du Sénat
Charles-Edmond Lenglet intervient essentiellement sur des questions agricoles. De 1984 à 1988, lors de la discussion du projet de loi de finances il rapporte pour avis le budget des Industries agricoles et alimentaires. En 1982, il participe au débat sur le projet de loi relatif à la pêche en eau douce et à la gestion des ressources piscicoles. En 1989, il intervient dans la discussion du projet de loi complémentaire à la loi no 88-1202 du 30 décembre 1988, relative à l'adaptation de l'exploitation agricole à son environnement économique et social. L'année suivante, il explique le vote de son groupe sur la loi relative aux appellations d'origine contrôlées des produits agricoles ou alimentaires bruts ou transformés. Par deux fois, en 1990 et 1991, il participe au débat qui suit une déclaration du Gouvernement sur les questions agricoles en manifestant l'insatisfaction des agriculteurs. Le 9 octobre 1990, il explique ainsi : « Il est donc bien évident que c'est avant tout par une politique des prix agricoles que l'on pourra défendre le maintien et l'amélioration du revenu des agriculteurs, et c'est parce qu'il n'en est pas ainsi que s'établit une crise de confiance à l'égard de la politique agricole nationale et communautaire ». Et il en appelle à une attitude ferme du Gouvernement dans les négociations internationales sur cette question des prix.
Enfin, soucieux du désenclavement de sa région d'origine, il saisit l'occasion de la discussion des crédits consacrés aux transports dans le projet de loi de finances pour interroger, en décembre 1990, le Gouvernement sur l'avenir de la gare SNCF d'Amiens-Longueau après la création d'une ligne TGV Paris-Lille ne passant pas par la capitale picarde.
En décembre 1980, Charles-Edmond Lenglet approuve la loi Peyrefitte renforçant la sécurité et protégeant la liberté des personnes. En septembre 1980, il s'oppose à l'abolition de la peine de mort. En 1982, il adopte la loi Defferre sur la décentralisation puis la loi relative aux prestations de vieillesse, d'invalidité et de veuvage. Il vote également la loi relative au revenu minimum d'insertion en 1988. En juin 1992, il adopte le projet de loi constitutionnelle permettant l'application du Traité de Maastricht et, l'année suivante, la loi relative aux pensions de retraite et à la sauvegarde de la protection sociale.
Aux élections municipales de 1983 puis de 1989, Charles-Edmond Lenglet est réélu maire de Fréchencourt mais en octobre 1989, âgé de 71 ans, il se démet de ce mandat. Aux élections sénatoriales de 1995, il ne se représente pas et abandonne la vie politique. Il décède dans sa commune peu après son quatre-vingt- quatrième anniversaire.

### Distinctions
- chevalier de la Légion d'honneur
- officier de l'ordre du Mérite agricole.